# ميخائيل وير
ميخائيل وير (بالإنجليزية: Michael John Weir)‏ (18 فبراير 1991 في جيرزي - ) هو لاعب كرة قدم بريطاني في مركز الدفاع. شارك مع منتخب جيرزي لكرة القدم. أما مع النوادي، فقد لعب مع ناسيونال ماديرا ودوكسا كاتوكوبياس ‏ وبوغنور ريجيس تاون ودولويتش هاملت ونادي كامتشا ‏.

## وصلات خارجية
- ميخائيل وير على موقع قاعدة بيانات كرة القدم.إي يو (الإنجليزية)
- ميخائيل وير على موقع Soccerway.com (الإنجليزية)